# آیت تیزی
آیت تیزی یک شهرداری در الجزایر است که در استان سطیف واقع شده‌است.